# CoBRA法
CoBRA法（コブラほう、英: Cost estimation, Benchmarking and Risk Assessment）とは、ソフトウェア開発における見積もりモデル構築手法の1つ。
ドイツのフラウンホーファー協会IESE（実験ソフトウェア工学研究所）で開発された。
ソフトウェア開発プロジェクトの熟練者の経験、知識、勘といったものを「コスト変動要因」として抽出し、定量化することで、透明性と説明性の高い見積りモデルの構築を可能とすることが特徴である。

## 概要
CoBRA法において、工数(E)は、「理想的な開発プロジェクトでは、工数は開発規模(Size)に正比例する」と仮定し、さまざまな工数増加要因によって、現実には大幅な工数増加（コストオーバヘッド：CO）が発生すると考える。
これを数式で表すと以下のようになる。
{\displaystyle {E}=a\times {Size}\times (1+\sum _{i=1}{CO}_{i})}
- E : 工数
- a : 理想的な状態での生産性
- Size : 開発規模
- CO : 個々の工数増加要因による増加率

COはパーセンテージで求めるため、Size（開発規模）は、プログラムソース行数、ファンクションポイントといった形態を問わない。また、変動要因は全て「工数の増加」につながるものばかりであり、生産性を向上させるような要素を考慮しなくてすむことも、特徴に挙げられる。

## 見積りモデル構築手順
以下に、CoBRA法による見積もりモデル構築手順の概要を示す。
1. 工数増加の要因の制定
熟練者、経験者によるブレーンストーミングで、ソフトウェア開発において何が工数に影響を与える要因となるかを洗い出す。
2. 要因ごとの影響度の設定
上記で設定した工数増加要因について、複数のプロジェクトマネージャに、各要因の影響度合いをプロジェクトマネージャ自身の経験と勘から、影響度合いをヒアリングする。
3. 個別のプロジェクトでのコストオーバヘッド(CO)の設定
終了した開発プロジェクトにおいて、開発規模の実績値と工数の実績値を収集する。
上記で設定した工数増加要因の影響度合いをレベル0（影響なし）からレベル3（影響大）の4段階による評価を行う。
10数件の開発実績データがあれば良いとされている。
4. 理想的な状態の生産性の設定
前項までの数値をCoBRA法の数式にあてはめ、モンテカルロ法により、{\displaystyle \sum _{i=1}{CO}_{i}}を多数回計算し、{\displaystyle \sum _{i=1}{CO}_{i}}の安定した確率分布を作る。その確率分布の中央値を当該プロジェクトにおけるコスト増加割合として採用する。
複数組の（開発実績工数,開発実績規模×コスト増加割合）に対して回帰分析を行うと、その回帰係数として「理想的な状態の生産性」{\displaystyle a}が算出される。

以上で、見積りモデルが構築できた。
これから開発を行う場合には、各影響要因のレベルを予想し、上記で構築された見積もりモデルに適用することで、工数の見積もりを行う。